# Карьерный погрузчик
Погрузчик карьерный — (англ. open pit loader) самоходная землеройно-транспортная машина цикличного действия с навесным рабочим органом в виде ковша, шарнирно — закреплённого на конце стрелы и разгружающегося вперёд.

## Галерея
- Бронированный погрузчик армии Израиля.
- Volvo L120E.
- DK45
- Caterpillar 950K
- Caterpillar 930G

## Характеристики фронтальных погрузчиков
- вместимость ковша — более 10м³
- грузоподъёмная сила — до 100 Кн
- высота разгрузки — до 4500мм
- вылет кромки ковша при разгрузке — до 750мм
- ширина ковша — до 4400мм
- скорость движения — до 47км/ч
- габариты: длина — до 10900 мм, ширина — до 4400 мм, высота — до 4700мм
- масса эксплуатационная — до 62т

## Применение фронтальных погрузчиков
- рытье траншей
- планировочные работы
- рыхлительные работы
- транспортировка породы
- бульдозерные работы
- резка породы

## Рабочие инструменты фронтальных погрузчиков
- ковш
- рама
- силовая установка
- ходовое оборудование
- система управления
- навесное оборудование (бульдозерный нож, вильчатый захват, грузоподъёмная платформа, рыхлитель, толкающая рама и т. д.)

## Классификация фронтальных погрузчиков
- гусеничные фронтальные погрузчики
- колёсные фронтальные погрузчики